# Червона стріла (поїзд)
«Червона стріла» (рос. «Красная стрела») —  швидкісний фірмовий пасажирський поїзд № 001А/002А «Російських залізниць» сполученням Санкт-Петербург — Москва — Санкт-Петербург. Курсує з 1931 року. Перший фірмовий поїзд СРСР. Є першим фірмовим радянським поїздом, в якому з'явилися спальні вагони високого класу (СВ).

## Історія
У перший рейс «Червона стріла» вирушила в ніч з 9 на 10 червня 1931 року з Ленінграда о 01:30 ночі, а прибув до Москви о 11:20 наступної доби, подолавши відстань між двома найбільшими містами країни за 9 годин 50 хвилин, що на ті часи вважалося великим досягненням. У голові составу знаходився динамометричний вагон, в якому проводилися записи про курсування поїзда. 
Перші вагони «Червоної стріли» були зроблені з дерева. До складу поїзда тоді входило 12 двадцятиметрових вагонів 1-го класу темно-синього кольору. Коли з початку 1930-х років Ленінградський завод імені Єгорова почав будувати радянські 20,2-метрові пасажирські вагони, їх стали додавати до складу поїзда.
У довоєнні 1930—1940-ті роки «Червоною стрілою» їздили, головним чином, радянські та іноземні високопосадовці. До речі, час відправлення поїзда о 23:55 було встановлено за особистим наказом Лазаря Кагановича. Таким чином, він подбав про відряджених чиновників, які отримували добові за зайвий день. З цього часу розклад руху поїзда «Червона стріла» не змінювався ні на хвилину — щоденно о 23:55 поїзд відправляється як з Санкт-Петербурга та і з Москви.

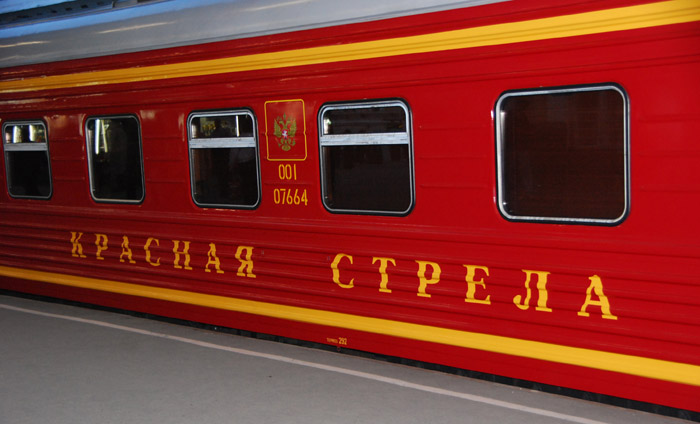
Нічний експрес «Червона стріла»

До ремонту вагонів наприкінці 1940-х років, назва фірмового поїзда розташовувалася над вікнами кожного вагона на двох мовах: англійській та російській. Згодом написи були лише російськомовними, до того ж на кожному вагоні під вікнами було змінено напис Експрес замість Express.
1952 року, одна з поїздних бригад звернулася до Народного комісаріату шляхів сполучення (НКШС) з проханням про перефарбування вагонів «Червоної стріли» у червоний колір. У наркоматі ухвалили цю пропозицію і «Червона стріла» стала першим в країні поїздом, що мав вагони червоного кольору (саме через різницю від інших поїздів, за красу та незвичність фарбування вагонів, поїзд отримав назву «Червона стріла»).
«Об'єднання народних підприємств локомотиво- та вагонобудування» (згодом — «Народний комбінат залізничного машинобудування» НДР), до складу якого були об'єднані всі локомотивно-вагонобудівні компанії НДР, такі добре відомі як Народне підприємство вагонобудування «Аммендорф» (колишній — завод «Готтфірд Ліндер АГ») та Народне підприємство вагонобудування Герліц (колишній — завод вагоно- та машинобудування «Герліц АГ»), почали постачати суцільнометалеві вагони до СРСР, які стали експлуатуватися на «Червоній стрілі» з 1953 року замість старих дерев'яних.
1957 року до Жовтневої залізниці надійшли перші тепловози ТЕ7, які наприкінці 1958 року почали без зміни локомотивів обслуговувати нічний експрес «Червона стріла».
Ще з 1950 року почалася електрифікація лінії Москва — Ленінград, проте вся магістраль була переведена на електричну тягу лише наприкінці 1962 року. 15 грудня 1962 року відкрився регулярний рух «Червоної стріли» під електротягою з електровозами ЧС1, а потім ЧС2.
1962 року було вирішено змінити фарбування вагонів потяга на темно-червону.
З 1965 року при відправленні «Червоної стріли» з Московського вокзалу Ленінграда по вокзальному радіо транслюється «Гімн Великому Місту» Рейнгольда Глієра.

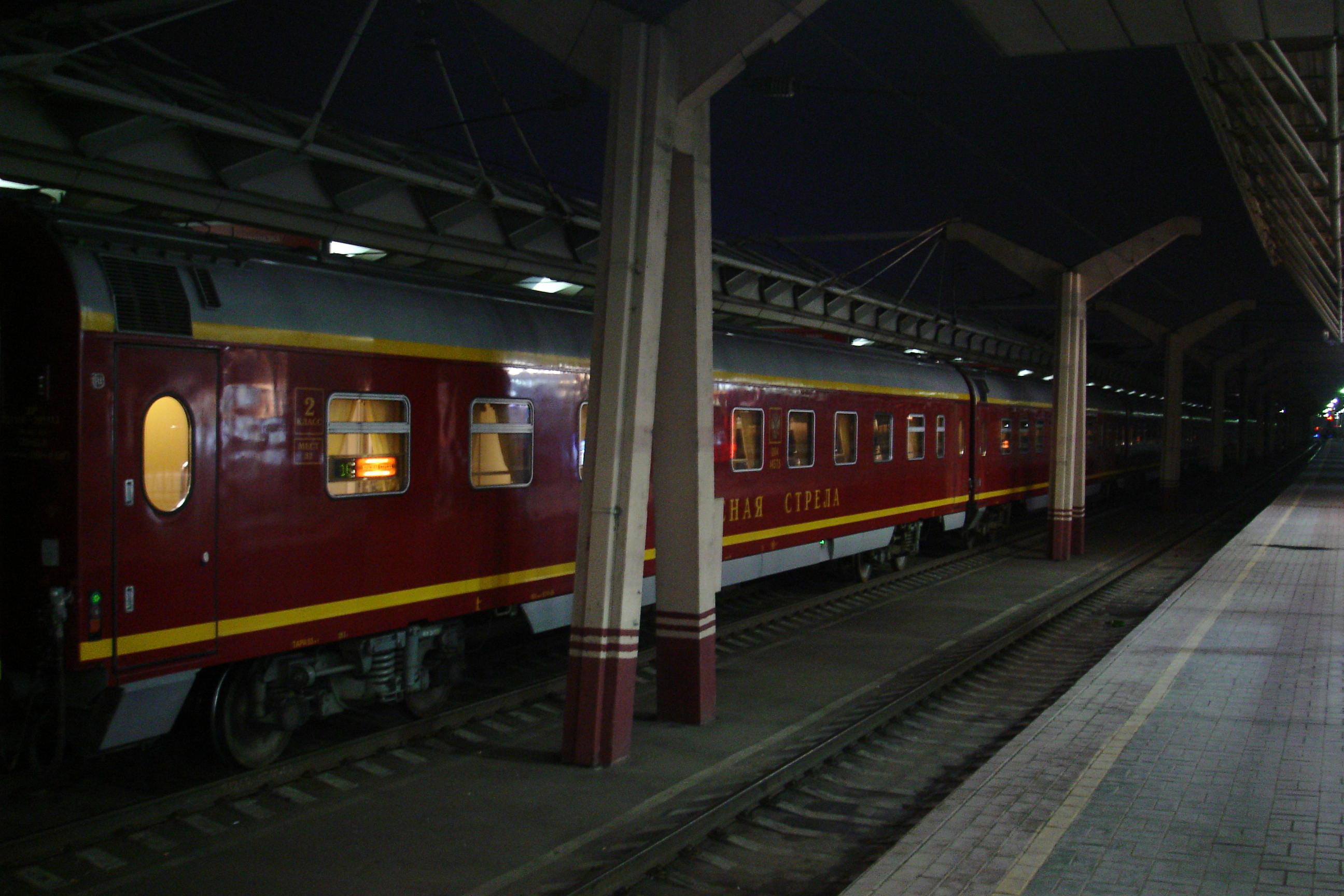
Поїзд «Червона стріла» на пероні Ленінградського вокзалу Москви

У 1976 році був введений другий рейс «Червоної стріли» (щоночі відправленням на 4 хвилини пізніше першого — о 23:59). Нині цей поїзд курсує під назвою «Експрес». Залежно від щорічних графіків, інтервал руху між ними становить від 4 до 24 хвилин.
1979 року состав був повністю оновлений: інтер'єр спальних вагонів був виконаний у «шоколадному» кольорі, а серед інновацій — всі вагони СВ були з кондиціонером, купейні вагони не були обладнані кондиціонером, а кольором інтер'єру був «білий».
У 1987—1988 роках вагони спіткало нове оновлення: відтоді вже всі вагони були з «шоколадним» інтер'єром, а зовні зник напис рос. Экспресс.
1998 року Тверським вагонобудівним заводом (ТВЗ) був виготовлений вагон нового покоління моделі 61-4170, який призначений для використання на швидкостях до 200 км/год. У 2005 році ТВЗ побудував спеціальну серію купейних вагонів 61-4452/61-4453 для оновленої «Червоної стріли».
З Москви з 1996 року поїзд відправляється у супроводі пісні «Москва» Олега Газманова (з 2011 року ця ж пісня звучить перед відправленням з Москви окремих рейсів «Сапсанів»).
З травня 2002 року, після скасування зупинки на станції Бологе-Московське, поїзд прямує без зупинок — час у дорозі скорочено до 8 годин.

## Інформація про курсування
Поїзд курсує щоночі дзеркальним відправленням від Санкт-Петербурга о 23:55 (за московським часом), прибуттям до Москви наступного ранку о 07:55 (за московським часом), зворотнім відправленням з Москви о 23:55, прибуттям до Санкт-Петербурга наступного ранку о 07:55.
| 001А Санкт-Петербург — Москва | 001А Санкт-Петербург — Москва | Розклад руху поїзда «Червона стріла»          | 002А Москва — Санкт-Петербург | 002А Москва — Санкт-Петербург |
| Прибуття                      | Відправлення                  | Станції                                       | Прибуття                      | Відправлення                  |
| —                             | 23:55                         | Санкт-Петербург-Головний (Московський вокзал) | 07:55                         | —                             |
| 07:55                         | —                             | Москва-Пасажирська (Ленінградський вокзал)    | —                             | 23:55                         |

## Склад поїзда
- 1 вагон класу Люкс;
- 9 спальних вагонів;
- 5 купейних вагонів;
- 1 штабний вагон;
- 1 вагон-ресторан[3].